# 芋粿

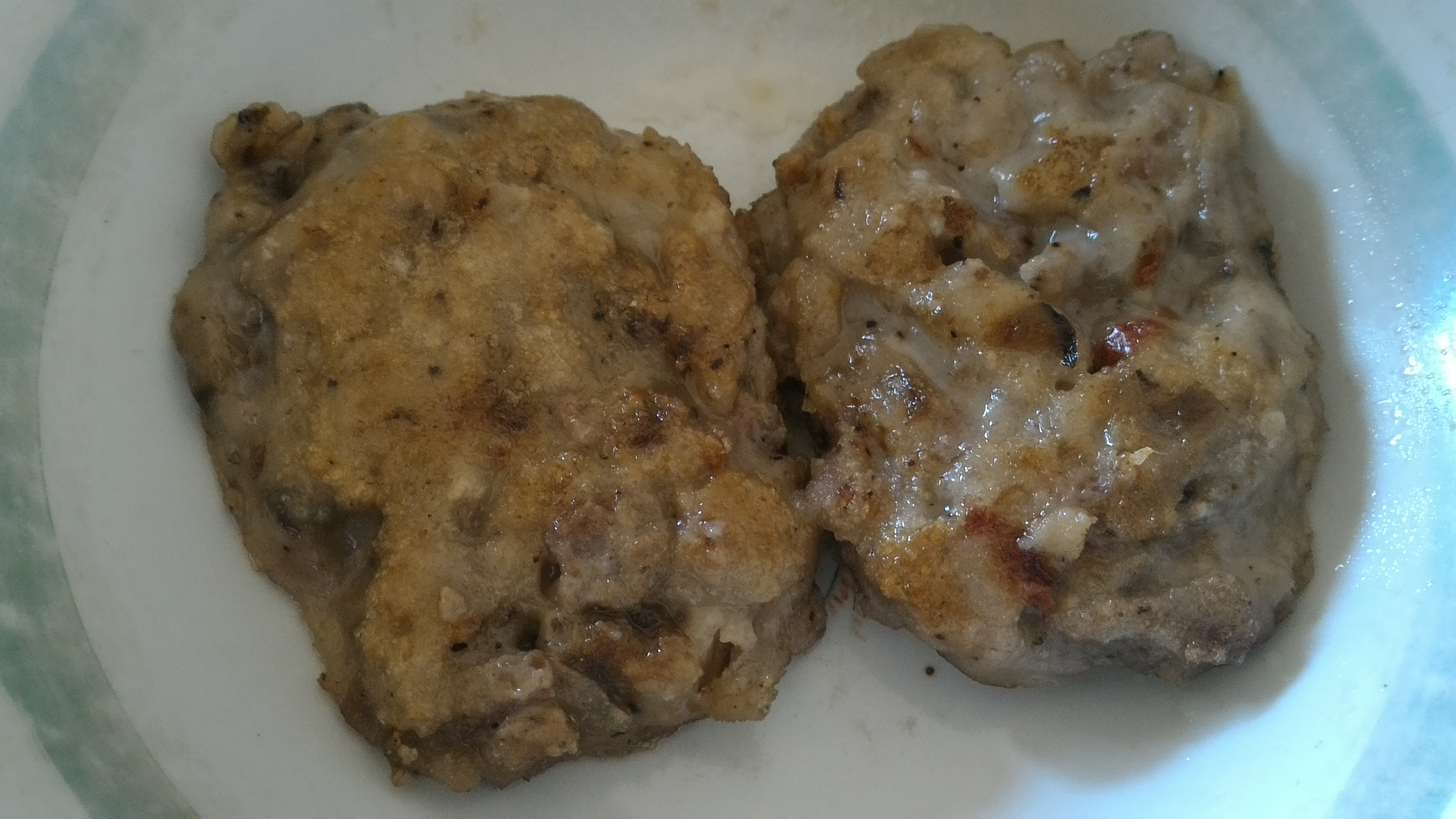
煎過的芋粿，若不夠味就沾蒜茸醬油吃。

芋粿，又稱芋粿巧（閩南語）、芋粄（客家語），在台灣一般以台語直稱（臺羅：ōo-kué），是台灣、廣東潮汕地區、福建福州以及閩南地區的傳統小吃。先以糯米研磨之米漿壓乾後，再和芋頭去皮切成絲及油蔥香料攪拌，再細分約巴掌大小一塊一塊壓平後放置於弓蕉葉上，再放入籠床後置於灶上大鼎以熱水炊熟。主要是在中元普渡時食用。